# Ettrick, New South Wales
Ettrick är en ort i Australien. Den ligger i kommunen Kyogle och delstaten New South Wales, i den sydöstra delen av landet, omkring 600 kilometer norr om delstatshuvudstaden Sydney. Orten hade 149 invånare år 2021.